# Estrella Galicia

Logo pivní značky Estrella Galicia

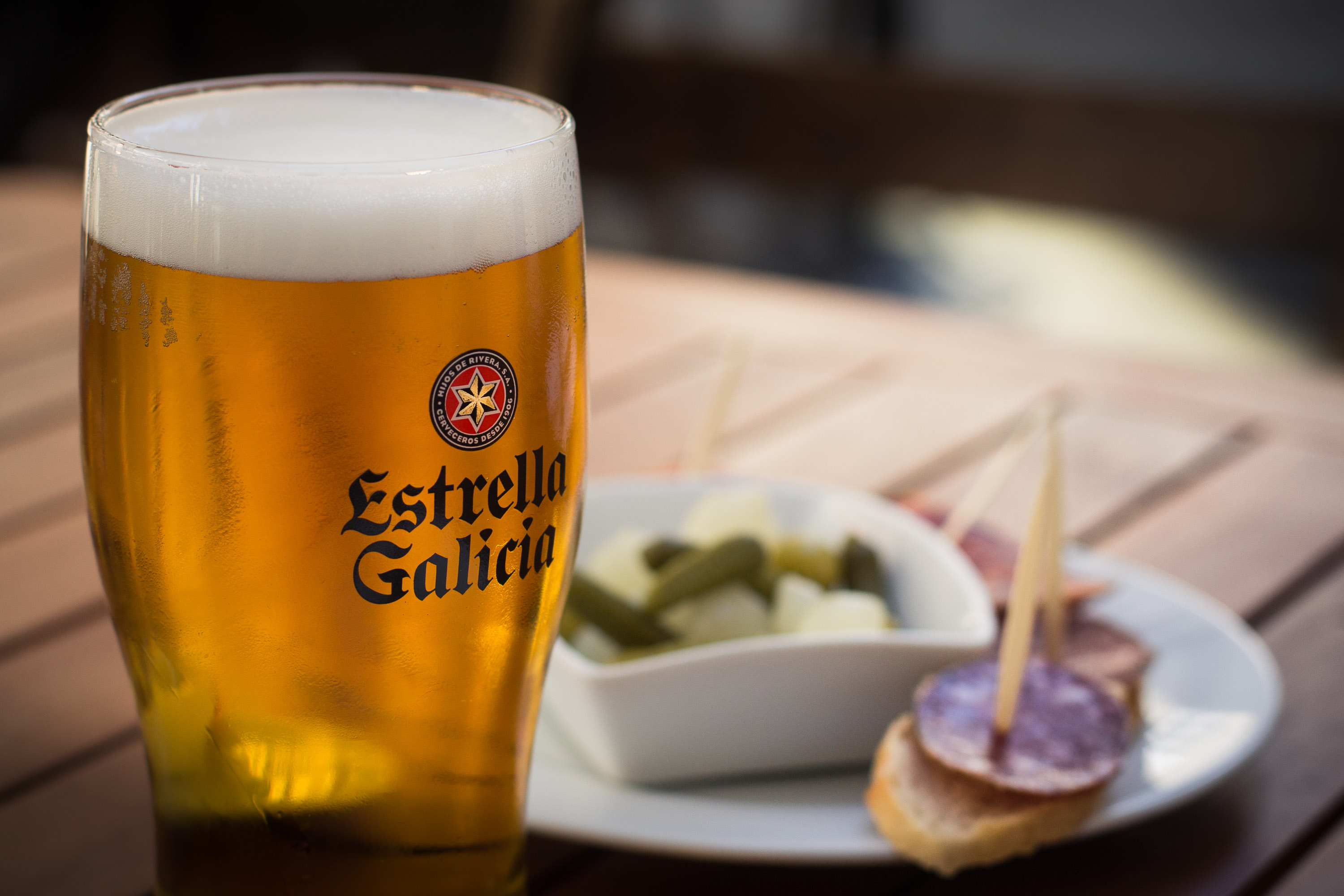
Sklenice piva Estrella Galicia v Santiagu de Compostela

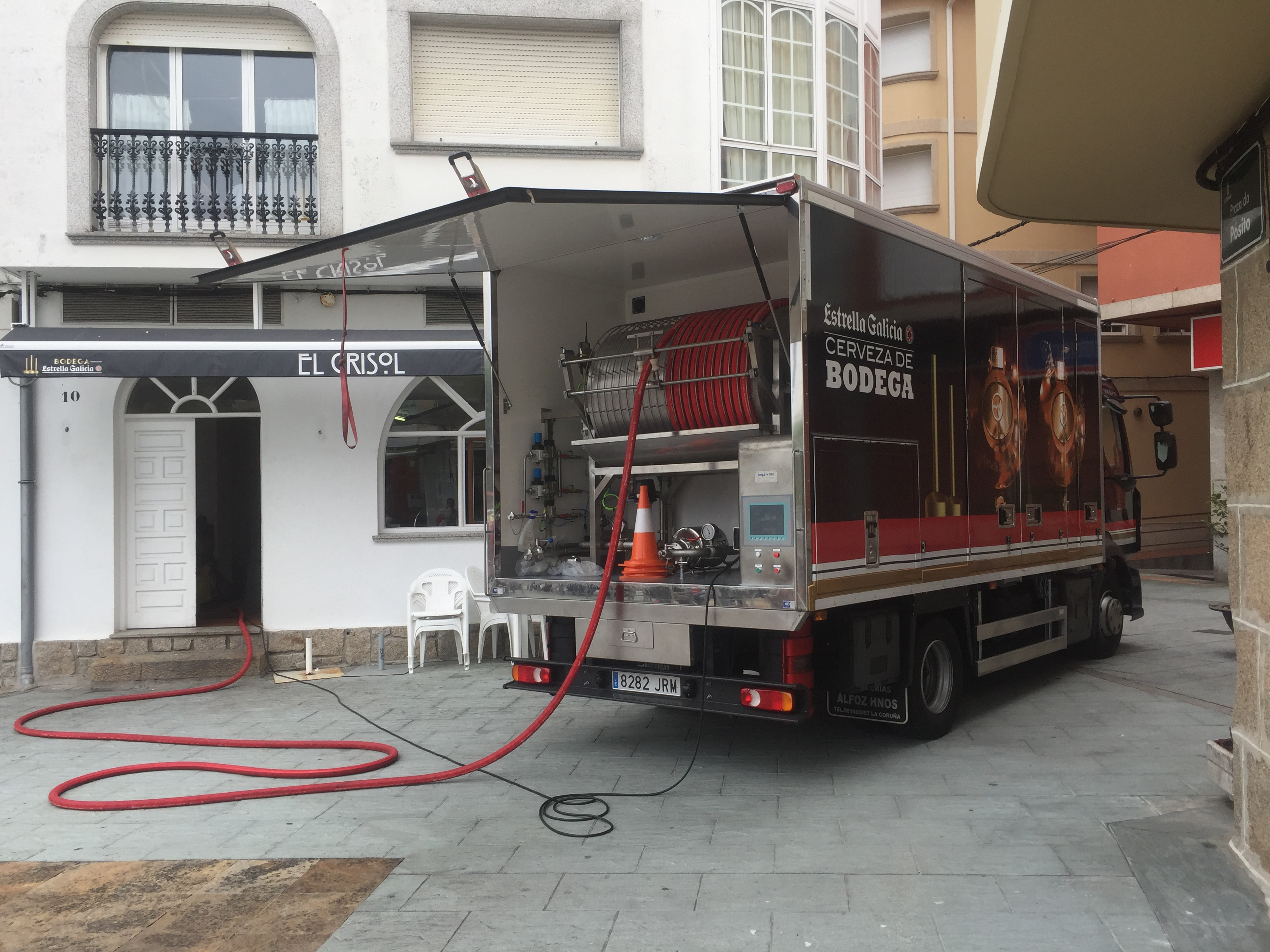
Cisterna s pivem Estrella Galicia

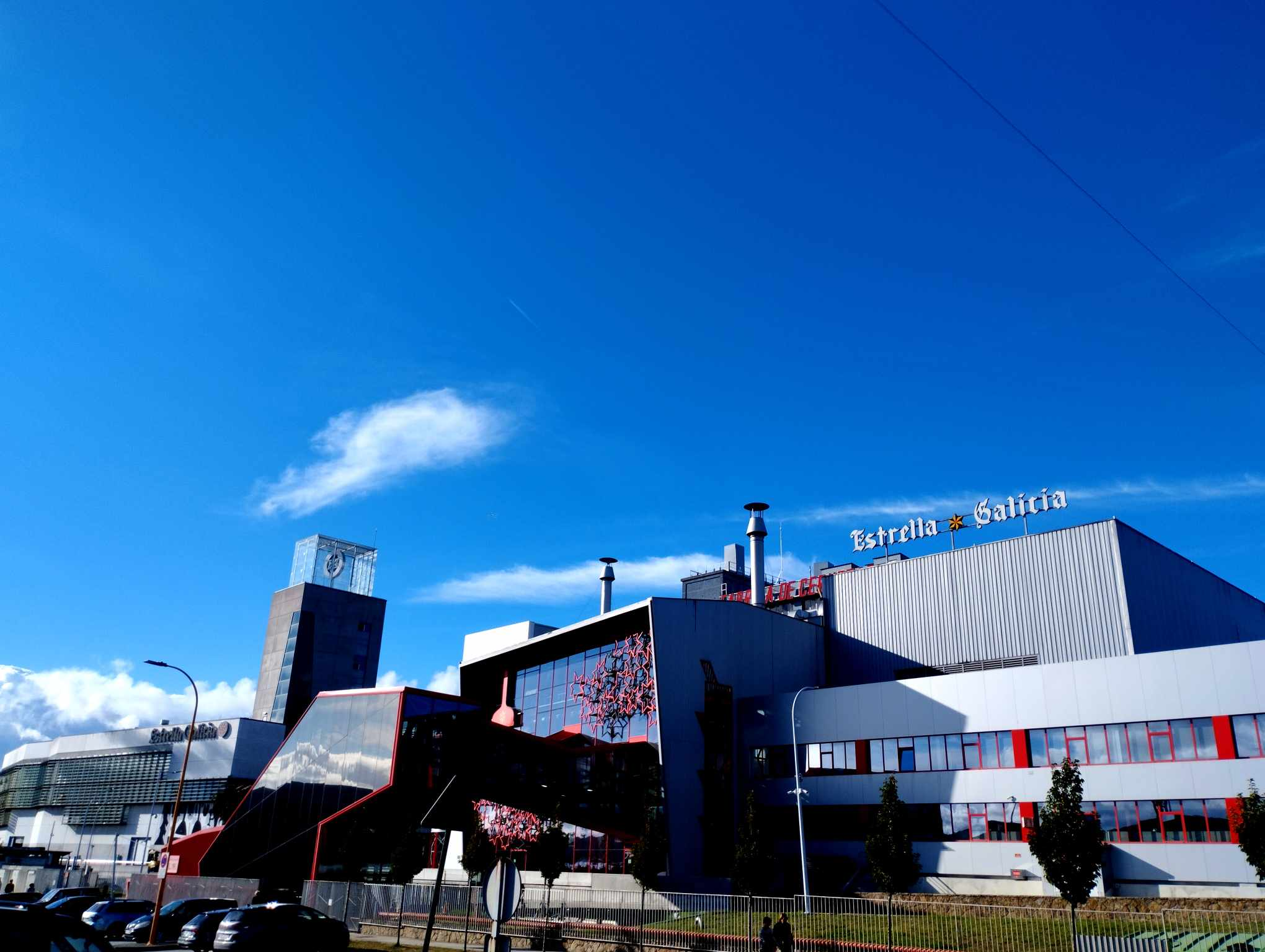
Pivovar Hijos de Rivera a muzeum piva Estrella Galicia ve městě A Coruña

Estrella Galicia (v doslovném překladu do češtiny Hvězda Galicie) je španělská značka piva vyráběná pivovarem Hijos de Rivera sídlícím v A Coruně v Galicii ve Španělsku.
Pivovar La Estrella de Galicia byl založen v roce 1906 José Maríou Riverou Corralem, když se vrátil do Galicie ze svých cest po Kubě a Mexiku. Společnost je i nadále rodinnou firmou a jejím prezidentem je pravnuk zakladatele, Ignacio Rivera Quintana. Roční produkce piva Estrella Galicia v roce 2023 přesáhla 500 milionů litrů, což z něj činí jedno z nejoblíbenějších piv ve Španělsku; v roce 2023 byla druhým nejprodávanějším pivem v zemi, hned po Mahou.
Pivo Estrella Galicia je kromě Španělska vyváženo mj. i do Spojeného království, Německa, Švýcarska, Paraguaye, Portugalska, Brazílie, Mexika a USA.
Estrella Galicia je oficiálním sponzorem několika španělských fotbalových týmů (Celta de Vigo, Deportivo de La Coruña, Racing de Ferrol, CD Lugo a Real Valladolid) i závodníků Formule 1.

## Varianty
Pivo Estrella Galicia je vyráběno v následujících variantách:
- Estrella Galicia: standardní světlé pivo, 5,5 % alkoholu
- Estrella Galicia Sin Gluten: bezlepkové pivo
- La Estrella de Galicia: původní receptura
- Estrella Galicia 0.0: nealkoholické pivo
- Estrella Galicia Lager: ležák
- Estrella Galicia 0.0 Tostada: tmavé nealkoholické pivo
- Estrella Galicia 0.0 Tostada Sin Gluten: tmavé nealkoholické bezlepkové pivo